# Єгізбаєв Косай Алекулович
Косай Алекулович Єгізбаєв (15 грудня 1928, село Гродеково, тепер Жамбильського району Жамбильської області, Казахстан — 13 лютого 1995, місто Алмати, Казахстан) — радянський казахський державний діяч, голова Казахської республіканської ради профспілок, 1-й секретар ЦК ЛКСМ Казахстану. Член Президії ВЦРПС з 24 березня 1972 до 25 березня 1977 року. Депутат Верховної ради Казахської РСР 5—7-го скликань. Депутат Верховної Ради СРСР 8—9-го скликань.

## Життєпис
Народився в селянській родині.
У 1949 році закінчив Ташкентський інститут інженерів залізничного транспорту, інженер-будівельник шляхів сполучення.
У 1949—1950 роках — дорожній майстер Джамбульської дистанції служби шляху Туркестано-Сибірської залізниці.
У 1950—1953 роках — старший інженер мостового, технічного відділу служби шляху управління Туркестано-Сибірської залізниці в місті Алма-Аті.
У 1952 році закінчив вечірній університет марксизму-ленінізму в Алма-Аті.
Член КПРС з 1953 року.
У 1953 році — контролер групи Міністерства державного контролю СРСР по Туркестано-Сибірській залізниці.
У 1953 році — інженер проєктної групи служби шляху управління Туркестано-Сибірської залізниці в Алма-Аті.
У 1953—1954 роках — інструктор політичного відділу Туркестано-Сибірської залізниці.
У 1954—1955 роках — помічник начальника політичного відділу Туркестано-Сибірської залізниці із комсомольської роботи.
У 1955 — серпні 1959 року — секретар ЦК ЛКСМ Казахстану із пропаганди та агітації.
У 1959—1960 роках — заступник завідувача відділу будівництва та будівельних матеріалів ЦК КП Казахстану.
У 1960 — січні 1961 року — секретар Алма-Атинського обласного комітету КП Казахстану.
У січні 1961 — березні 1962 року — 1-й секретар ЦК ЛКСМ Казахстану.
З березня до квітня 1962 року — відповідальний організатор ЦК КП Казахстану.
У квітні 1962 — січні 1963 року — 1-й секретар Гур'євського обласного комітету КП Казахстану.
У січні — жовтні 1963 року — 1-й секретар Гур'євського сільського обласного комітету КП Казахстану.
У жовтні 1963 — 28 грудня 1964 року — 2-й секретар Східно-Казахстанського промислового обласного комітету КП Казахстану.
28 грудня 1964 — листопад 1966 року — секретар Східно-Казахстанського обласного комітету КП Казахстану.
У листопаді 1966 — травні 1968 року — 2-й секретар Східно-Казахстанського обласного комітету КП Казахстану.
У травні 1968 — лютому 1977 року — голова Казахської республіканської ради профспілок.
У 1977—1984 роках — заступник міністра сільського будівництва Казахської РСР.
У 1984—1988 роках — заступник голови Комітету народного контролю Казахської РСР.
З 1988 року — персональний пенсіонер в Алма-Аті (Алмати).
Помер 13 лютого 1995 року в місті Алмати.

## Родина
Дружина — Мергенова Біганим. Син — Алтинбек. Дочки: Айганим та Аїда.

## Нагороди та звання
- орден Жовтневої Революції
- два ордени Трудового Червоного Прапора (1958, 1971)
- орден «Знак Пошани» (1965)
- медалі
- Почесна грамота Верховної ради Казахської РСР